# Seyyed Abū Şāleḩ
Seyyed Abū Şāleḩ (persiska: سيد ابو صالح, مله, مَلهِ) är en ort i Iran.   Den ligger i provinsen Mazandaran, i den norra delen av landet, 160 km nordost om huvudstaden Teheran. Seyyed Abū Şāleḩ ligger 209 meter över havet och antalet invånare är 336.
Terrängen runt Seyyed Abū Şāleḩ är kuperad. Runt Seyyed Abū Şāleḩ är det ganska glesbefolkat, med 34 invånare per kvadratkilometer. Närmaste större samhälle är Sari, 14,8 km norr om Seyyed Abū Şāleḩ. I omgivningarna runt Seyyed Abū Şāleḩ växer i huvudsak blandskog.